# Micrasema extremum
Micrasema extremum är en nattsländeart som beskrevs av Lazar Botosaneanu 1990. Micrasema extremum ingår i släktet Micrasema och familjen bäcknattsländor. Inga underarter finns listade i Catalogue of Life.